# Are You Ready for Freddy
«Are You Ready for Freddy» — песня группы The Fat Boys 1988 года с альбома Coming Back Hard Again. В её записи принял участие Роберт Инглунд в образе Фредди Крюгера. Песня была выпущена как музыка к фильму «Кошмар на улице Вязов 4: Повелитель сна» и звучала в финальных титрах картины.

## Список композиций
1. «Are You Ready for Freddy» (12" Version) — 6:48
2. «Are You Ready for Freddy» (7" Version) — 3:29
3. «Are You Ready for Freddy» (Dub Version) — 6:12
4. «Back and Forth» (12" Version) — 5:09

## Клип
В музыкальном видео на эту песню один из участников группы Fat Boys узнаёт о том, что умер его «дядя Фредерик» и для того, чтобы получить наследство, ему нужно провести ночь в его доме. Это оказывается дом на улице Вязов. Вскоре появляется Фредди Крюгер, начиная кромсать всех своей перчаткой и прерываясь лишь для прочтения хип-хопа.